# Eulalia
Eulalia là một chi thực vật có hoa trong họ Hòa thảo (Poaceae).

## Loài
Chi Eulalia gồm các loài: